# Moriaantje zo zwart als roet

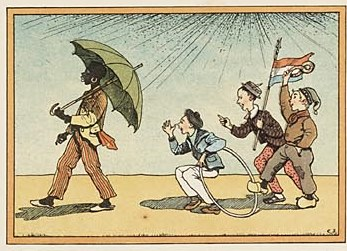
Illustratie uit 1905 waarbij drie Nederlandse jongens een donkerkleurige jongen pesten

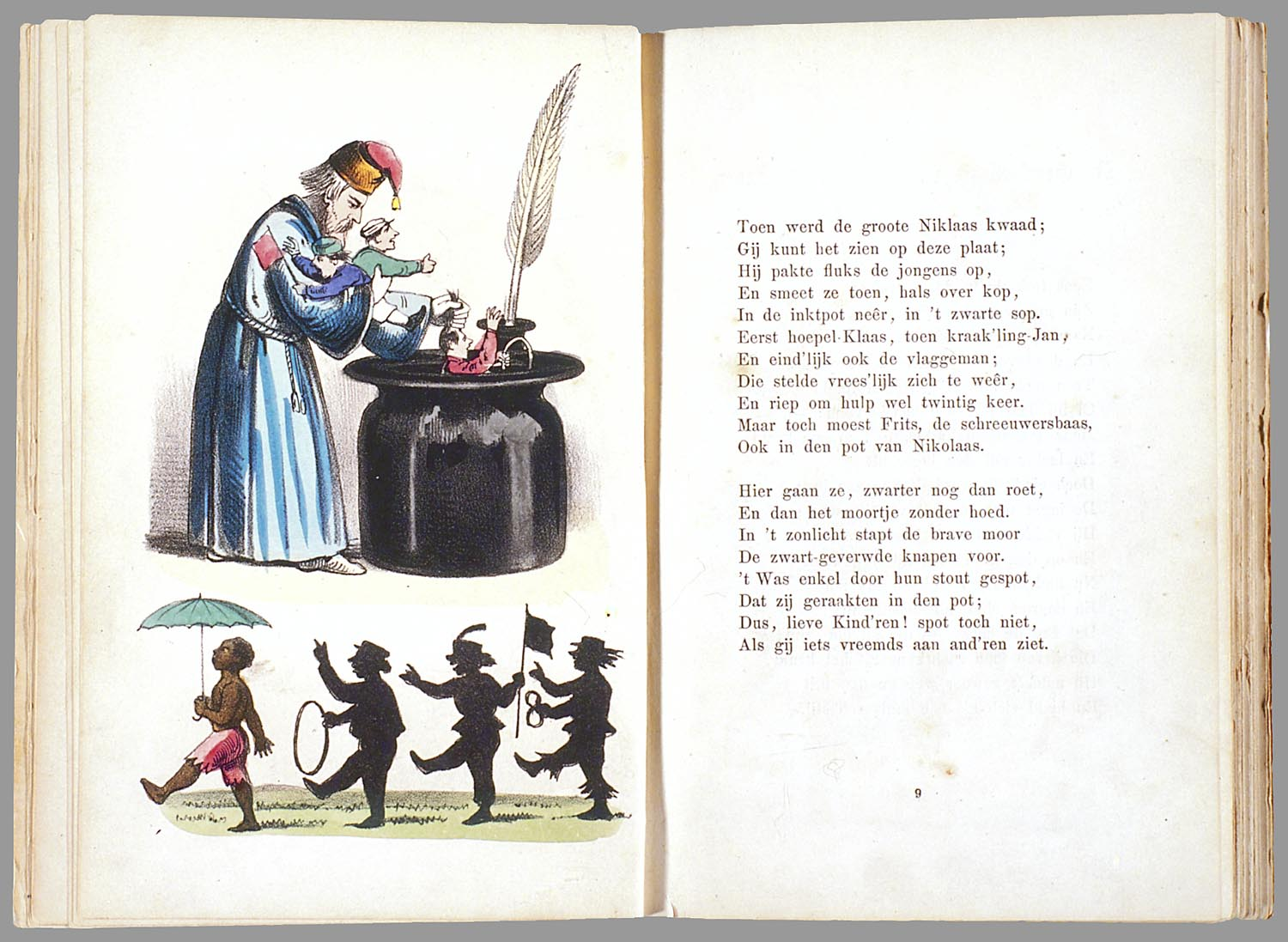
Nicolaas stopt de drie kinderen in een inktpot

Moriaantje zo zwart als roet is een Nederlandstalig kinderlied. Het is gebaseerd op het Duitse kinderverhaal Geschichte von den schwarzen Buben, geschreven door Heinrich Hoffmann en in 1845 gepubliceerd als het prentenboek Struwwelpeter. In 1848 is het boek door W.P. Razoux vertaald naar het Nederlands als Een aardig prentenboek met leerzame vertellingen waaronder het verhaal De Geschiedenis van de Zwarte Jongens.

## Inhoud
De eerste strofe van het verhaalrijm luidde:
Een moriaan, zoo zwart als roet,
Ging eenmaal wand’len zonder hoed;
De zon, die scheen hem op zijn bol
Daarom nam hij een parasol.
Het verhaal vertelt dat het donkerkleurig Moors jongetje vervolgens door drie jongetjes gepest wordt om zijn donkere huid. Nikolaas spreekt ze hierover aan en vraagt ze niet te spotten met huidskleur. Nadat ze niet luisteren wordt hij kwaad en stopt ze alle drie in een grote inktpot waardoor ze nog zwarter dan het donkerkleurig jongetje zijn.
De moraal van het verhaal wordt in de Nederlandstalige vertaling aan het einde als volgt verwoord:
't Was enkel door hun stout gespot,
Dat zij geraakten in den pot;
Dus, lieve kind'ren! spot toch niet
Als gij iets vreemds aan and'ren ziet.

## Verwijzingen
Nikolaas verwijst waarschijnlijk naar de heilige Nicolaas van Myra, in Nederland bekend als Sinterklaas. Het verhaal verwijst naar de legende waarbij Nicolaas van Myra drie studenten in een pekelvat stopt om ze weer levend te maken. In latere uitgaven wordt ook specifiek Sint Nicolaas genoemd en weergegeven. Of er een directe link is tussen Moriaantje en Zwarte Piet is niet zeker.
In Rusland werd het boek gecensureerd vanwege gelijkenis van Nicolaas met tsaar Nicolaas I. In een Russische vertaling uit 1849 wordt gesproken over een man in plaats van Nicolaas. De verwijzing naar de inktpot werd opgevat als een verwijzing naar door de tsaar opgelegde censuur. 
In de editie van 1859 werd de tekst begeleid door Jodensterren, mogelijk een verwijzing naar discriminatie van Joden in die tijd.

## Lied
In 1893 werd door Gerrit Jacob Boekenoogen in het boek ‘Onze Rijmen’ opgetekend dat van dit verhaalrijm afgeleid een lied is ontstaan dat bij het touwtjespringen wordt gebruikt.
Een Moriaantje zoo zwart als roet
Ging eens uit wandelen zonder hoed.
De zon die scheen haar op haar bolletje,
Daarom droeg zij een parasolletje